# ŽFK Zenit Sankt Peterburg
ŽFK Zenit Sankt Peterburg (rusko ЖФК Зенит СПб) je ruski ženski nogometni klub, ki nastopa v ruskem prvenstvu kot sekcija moškega kluba FK Zenit Sankt Peterburg. 

## Zgodovina
Ženski nogometni klub Zenit je bil ustanovljen 21. januarja 2020, s strani lastnika, energetskega podjetja Gazprom. Klub je bil ustanovljen kot sekcija nogometnega kluba FK Zenit. V prvi ruski ženski nogometni ligi je prvič nastopil v sezoni 2020.

## Zgodovina v pokalnem in ligaškem tekmovanju
| Season | Div.                        | Pos. | Pl. | W  | D | L | GS | GA | P  | Cup         | Evropa | Evropa | Najboljša strelka (liga) | Glavni trener |
| ------ | --------------------------- | ---- | --- | -- | - | - | -- | -- | -- | ----------- | ------ | ------ | ------------------------ | ------------- |
| 2020   | Ruska ženska nogometna liga | 5    | 14  | 4  | 3 | 7 | 14 | 14 | 15 | četrtfinale | —      | —      | Nika Belova (3)          | Porjadina     |
| 2021   | Ruska ženska nogometna liga |      | 27  | 15 | 5 | 7 | 23 | 40 | 50 | finale      | —      | —      | Ana Dias (6)             | Porjadina     |
| 2022   | Ruska ženska nogometna liga |      |     |    |   |   |    |    |    |             | —      | —      |                          | Porjadina     |